# Вайнорский район
Вайнорский район (словацк. Bratislava-Vajnory, Mestská časť Vajnory, Vajnory; нем. Weinern) — район Братиславы, столицы Словакии. В Вайнорском районе располагается одноимённый ныне уже не функционирующий аэропорт. Аэропорт Вайноры был самым первым аэропортом построенным на территории Словакии.
Вайноры были отдельным поселением, которое вошло в состав города впервые в 16 веке, однако в 1851 году снова отделилось потеряв подданство. Второй раз Вайноры стали частью Братиславы после Второй мировой войны в 1946 году.

### Национальный состав
1991:
- Словаки — 3263 (96,42 %)
- Венгры — 67 (1,98 %)
- Чехи — 36 (1,06 %)
- Прочие/неопределённые — 18 (0,53 %)
- Всего — 3 384 (100 %)

2001:
- Словаки — 3659 (95,59 %)
- Венгры — 52 (1,36 %)
- Прочие/неопределённые — 117 (3,06 %)
- Всего — 3 828 (100 %)

2011:
- Словаки — 4576 (90,56 %)
- Венгры — 58 (1,15 %)
- Прочие — 149 (2,95 %)
- Неопределённые — 270 (5,34 %)
- Всего — 5 053 (100 %)

## Памятники

### Центр Вайнор
В 1992 году центр Вайнор был объявлен памятником архитектуры. Как и везде, самым старым зданием в Вайнорах является костёл.

### Костёл

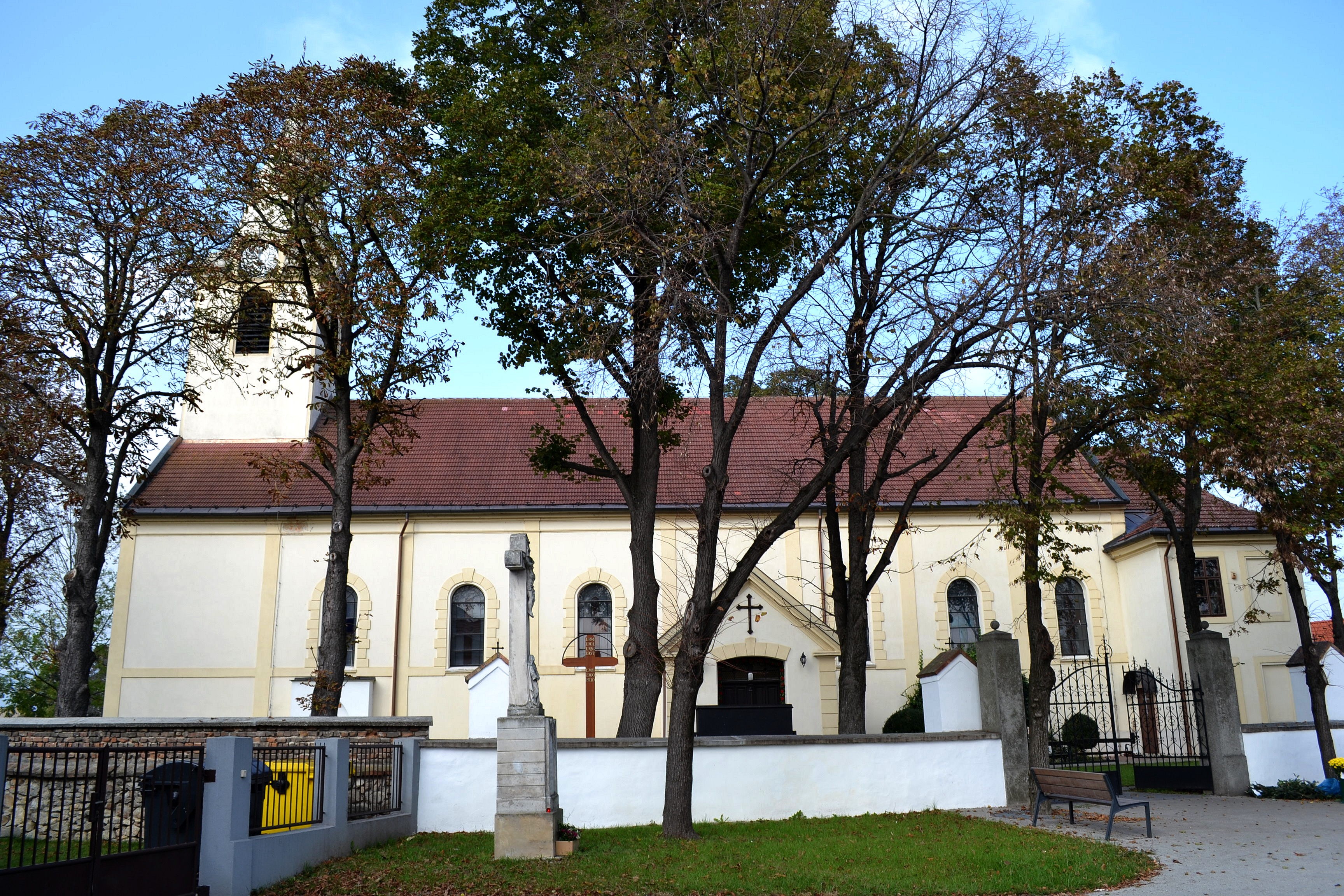

Построен в 1270 – 1279 годах. Сначала он был посвящен Деве Марии, затем венгерскому королю Св. Ладиславу. В 1771 году костёл был расширен. Святилище костёла украшено настенными росписями с изображением женщин Вайнор.